# Neuenkirchen, Mecklenburgische Seenplatte
Neuenkirchen là một đô thị trong huyện Mecklenburgische Seenplatte (trước thuộc huyện Mecklenburg-Strelitz), bang Mecklenburg-Vorpommern, Đức. Đô thị này có diện tích 23,08 km², dân số thời điểm 31 tháng 12 là 1238 người.